# 12443 Paulsydney
12443 Paulsydney este un asteroid din centura principală de asteroizi.

## Descriere
12443 Paulsydney este un asteroid din centura principală de asteroizi. A fost descoperit pe 15 martie 1996 la observatorul AMOS din Haleakala. Asteroidul prezintă o orbită caracterizată de o semiaxă mare de 3,11 ua, o excentricitate de 0,21 și o înclinație de 17,5° în raport cu ecliptica.